# .fm
.fm е интернет домейн от първо ниво за държавата Микронезия, състояща се от група острови, разположени в Тихия океан. Администрира се от dotFM (BRS Media Inc.) и е представен през 1995 г.
Като се изключат запазените имена като .com.fm, .net.fm, .org.fm и други, всеки човек може да се регистрира под домейна .fm срещу такса, по-голямата част от дохода отива при правителството и хората на острова.